# Горяны (Кощинское сельское поселение)
Горяны — деревня в Смоленском районе Смоленской области России. Входит в состав Кощинского сельского поселения. Население — 35 жителей (2007 год). 
Расположена в западной части области в 14 км к юго-востоку от Смоленска, в 1,5 км западнее автодороги А141 Орёл — Витебск, на берегу реки Сож. В 10 км северо-восточнее деревни расположена железнодорожная станция Тычинино на линии Смоленск — Рославль. 

## История
В годы Великой Отечественной войны деревня была оккупирована гитлеровскими войсками в июле 1941 года, освобождена в сентябре 1943 года. 